# BLOND SAURUS
『BLOND SAURUS』（ブロンド・サウルス）は、レベッカの7枚目のアルバムである。

## 背景・制作
前作『Poison』から約1年ぶりとなるアルバムとしてリリースされ、先行シングル「Vanity Angel」と、シングルカットされた「Super Girl」を含めた全10曲が収録されている。
プロデューサーに、フランソワ・カーボキャンを迎えた作品で、レベッカにとってこれが最後のオリジナル・アルバムとなった。

## リリース
1989年5月21日にCBS/SONY RECORDSのFITZBEATレーベルからLPとCD、カセットの3形態でリリースされた。
1994年11月2日にKi/oon Sony RecordsのFITZBEATレーベルから、CDのみで再リリースされた。
2007年9月19日にSony Music DirectのGT musicレーベルから、リマスターされたCDに紙ジャケット仕様で完全生産限定盤として、2013年2月20日にBlu-spec CD2としてリリースされた。

## 批評
| 専門評論家によるレビュー | 専門評論家によるレビュー |
| レビュー・スコア         | レビュー・スコア         |
| 出典                     | 評価                     |
| ------------------------ | ------------------------ |
| CDジャーナル             | 肯定的                   |

CDジャーナルは、アルバムの世界観を、岡崎京子の漫画『恋する乙女は小さな野獣』に例えたうえで「NOKKO演じる『金髪恐童』というのも相当に強力。演奏に複合リズムが増え、ノリに強引さがなくなったところも、この『エッチもすなる女の子の諸意見』を支えて効果的」と評価したうえで、サウンド面では「ダンサブルでポップ、さらに美しいメロディが絡み合った作風が豪華な雰囲気を醸し出している」といずれも肯定的な評価を下している。

## 収録曲

### LP, カセット
| 全作詞: NOKKO、全作曲: 土橋安騎夫（#1のみ土橋安騎夫, 高橋教之）、全編曲: レベッカ。 |                    |       |                                            |      |
| #                                                                                   | タイトル           | 作詞  | 作曲・編曲                                 | 時間 |
| 1.                                                                                  | 「Blond Saurus」   | NOKKO | 土橋安騎夫 （#1のみ土橋安騎夫, 高橋教之 ） | 3:22 |
| 2.                                                                                  | 「Vanity Angel」   | NOKKO | 土橋安騎夫 （#1のみ土橋安騎夫, 高橋教之 ） | 5:26 |
| 3.                                                                                  | 「Navy Blue」      | NOKKO | 土橋安騎夫 （#1のみ土橋安騎夫, 高橋教之 ） | 4:15 |
| 4.                                                                                  | 「Cotton Love」    | NOKKO | 土橋安騎夫 （#1のみ土橋安騎夫, 高橋教之 ） | 4:53 |
| 5.                                                                                  | 「Little Darling」 | NOKKO | 土橋安騎夫 （#1のみ土橋安騎夫, 高橋教之 ） | 4:36 |
| 合計時間:                                                                           | 合計時間:          | 22:32 |                                            |      |

| 全編曲: レベッカ。 |                            |                       |            |       |
| #                  | タイトル                   | 作詞                  | 作曲       | 時間  |
| 1.                 | 「Lady Lady Lady」         | NOKKO                 | 土橋安騎夫 | 4:32  |
| 2.                 | 「Super Girl」             | NOKKO                 | 土橋安騎夫 | 4:51  |
| 3.                 | 「Naked Color」            | NOKKO                 | 土橋安騎夫 | 4:38  |
| 4.                 | 「When You Dance With Me」 | KIM O'LEARY           | NOKKO      | 4:14  |
| 5.                 | 「One Way Or Another」     | M.KESSLEY, M.L.KORTES | 土橋安騎夫 | 4:51  |
| 合計時間:          | 合計時間:                  | 合計時間:             | 合計時間:  | 23:06 |

### CD
| 全編曲: レベッカ。 |                            |                       |                      |       |
| #                  | タイトル                   | 作詞                  | 作曲                 | 時間  |
| 1.                 | 「Blond Saurus」           | NOKKO                 | 土橋安騎夫, 高橋教之 | 3:22  |
| 2.                 | 「Vanity Angel」           | NOKKO                 | 土橋安騎夫           | 5:26  |
| 3.                 | 「Navy Blue」              | NOKKO                 | 土橋安騎夫           | 4:15  |
| 4.                 | 「Cotton Love」            | NOKKO                 | 土橋安騎夫           | 4:53  |
| 5.                 | 「Little Darling」         | NOKKO                 | 土橋安騎夫           | 4:36  |
| 6.                 | 「Lady Lady Lady」         | NOKKO                 | 土橋安騎夫           | 4:32  |
| 7.                 | 「Super Girl」             | NOKKO                 | 土橋安騎夫           | 4:51  |
| 8.                 | 「Naked Color」            | NOKKO                 | 土橋安騎夫           | 4:38  |
| 9.                 | 「When You Dance With Me」 | KIM O'LEARY           | NOKKO                | 4:14  |
| 10.                | 「One Way Or Another」     | M.KESSLEY, M.L.KORTES | 土橋安騎夫           | 4:51  |
| 合計時間:          | 合計時間:                  | 合計時間:             | 合計時間:            | 45:38 |

## 参加ミュージシャン

### GUEST MUSICIANS
- GUITARS : KOICHI KORENAGA
- PERCUSSIONS : OBAO NAKAZIMA (1,4,8)
- GUITAR O/D'S : MIKE “DINO” CAMPBELL (9)
- DRUM PROGRAMMING : ALAN FRIEDMAN (3,6), FRED MAHER (10)
- PERCUSSION O/D'S : FRED MAHER (2,5), ALAN FRIEDMAN (4,9)
- SAX SOLO : JEFF SMITH (6,8)
- HARMONICA SOLO : TOOTS THIELEMANS (5)
- BASS VOICE INSTRUMENT : RODNEY ASCUE (1)
- BACKGROUND VOX (9,10) : FONZI THORNTON, TAWATHA AGEE, MICHELLE COBBS
- SAMPLING/DINOSAUR CONSULTANT : ALAN FRIEDMAN
- VOCAL COACH & DIRECTION : FONZI THORNTON (9,10), DAIZO KOSHIBA(COSMO MUSIC)
- MANIPULATOR : YOH OHYAMA (PHONO GENIC)